# Lokomotiva 772
Lokomotiva řady 772 je dieselelektrická lokomotiva (dieselová lokomotiva s elektrickým přenosem výkonu) vzniklá rekonstrukcí z řady 771 ve slovenském podniku Martinská mechatronická. Její jediný prototyp z roku 1998 nebyl dokončen.

## Vznik a výroba
Po rozpadu Československa upřednostňovaly ŽSR z ekonomických důvodů celkové rekonstrukce stávajících vozidel před nákupem nových strojů. Rekonstruováno mělo být okolo dvou set lokomotiv řad 753 a 771, za využití komponent vyráběných na Slovensku. Nově vzniklé řady 755 a 772 měly být v maximální možné míře unifikovány. Tato obří zakázka byla svěřena bez výběrového řízení nově vzniklé společnosti Martinská mechatronická, která neměla s konstrukcí železničních vozidel žádné zkušenosti. Výroba prototypu 772.001 poté probíhala v roce 1998 z původní lokomotivy 771.057 v prostorách Vagónky Trebišov, zatímco prototyp řady 755 vznikal v dílnách ŽOS Zvolen. Design obou řad navrhl Štefan Klein. Už samotný výběr základních komponent ale odsoudil oba projekty modernizace k zániku. Šlo především o trakční alternátor jehož výrobce Danubius Elektrik se zanedlouho po zkonstruování elektrické části vozu ocitl v konkurzu. Sériová výroba by si vyžádala kromě výběru nových alternátorů také vyprojektování zcela nové elektrické výzbroje. Po volbách v roce 1998 a změně vedení ŽSR byly oba projekty zastaveny a předány finanční policii.

## Popis
Hlavní rám, pojezd a palivová nádrž byly kompletně převzaty z lokomotiv řady 771. Přední a  zadní kapota byla oproti výchozí řadě snížena a téměř uprostřed délky vozidla tak vznikla vyvýšená kabina strojvedoucího. Pod přední kapotou byl umístěn hnací agregát složený z naftového motoru Pielstick 8 PA 4 – 185 M4 a již zmíněného trakčního alternátoru Danubius Elektrik. Dále se jednalo o pomocný alternátor Siemens Drásov, odporníky elektrodynamické brzdy a ústrojí vzduchotechniky. Pod zadní kapotou pak bylo umístěno chlazení motoru, trakční usměrňovač a rozvaděč. Kabina strojvedoucího byla zasklena s poněkud velkým sklonem, což mělo odstranit nežádoucí odlesky. Vstup do kabiny zajišťovaly dvoje odsuvné dveře. Kabina strojvůdce byla vybavena klimatizací a jedním vyhřívaným otočným sedadlem, které bylo umístěno v ose lokomotivy. Řídicí pulty měly tvar půlkruhu. Lepší rozhledové podmínky měl zajišťovat kamerový systém, který však snímal pouze okolí vstupních dveří. Veškeré funkce lokomotivy byly elektricky ovládané přes centrální počítač. Opláštění lokomotivy bylo provedeno lepenými laminátovými panely, na které byl použit speciální lak.

## Provoz
Prototyp 772.001 byl vyroben v roce 1998 a ještě v září téhož roku byl vystaven na Mezinárodním strojírenském veletrhu v Brně a o měsíc později na výstavě ŽEL-RAIL v Martině. Poté měly probíhat dokončovací práce, aby mohly být zahájeny zkoušky vozidla. Z důvodu zastavení celého projektu zůstal nedokončený prototyp odstaven ve výrobním závodě, kde se nacházel i v roce 2012.